# Episodi di The Bridge (prima stagione)
La prima stagione della serie televisiva The Bridge è stata trasmessa in prima visione dalla rete televisiva statunitense via cavo FX dal 10 luglio 2013.
In Italia la stagione va in onda sul canale satellitare Fox Crime dal 18 luglio 2013.
| nº | Titolo originale            | Titolo italiano       | Prima TV USA      | Prima TV Italia   |
| -- | --------------------------- | --------------------- | ----------------- | ----------------- |
| 1  | Pilot                       | È solo l'inizio       | 10 luglio 2013    | 18 luglio 2013    |
| 2  | Calaca                      | La calaca             | 17 luglio 2013    | 25 luglio 2013    |
| 3  | Rio                         | Rio                   | 24 luglio 2013    | 1º agosto 2013    |
| 4  | Maria of the Desert         | Maria del Deserto     | 31 luglio 2013    | 8 agosto 2013     |
| 5  | The Beast                   | La bestia             | 7 agosto 2013     | 29 agosto 2013    |
| 6  | ID                          | L'identikit           | 14 agosto 2013    | 5 settembre 2013  |
| 7  | Destino                     | Destino               | 21 agosto 2013    | 12 settembre 2013 |
| 8  | Vendetta                    | Vendetta              | 28 agosto 2013    | 19 settembre 2013 |
| 9  | The Beetle                  | Corsa contro il tempo | 4 settembre 2013  | 26 settembre 2013 |
| 10 | Old Friends                 | Vecchi amici          | 11 settembre 2013 | 3 ottobre 2013    |
| 11 | Take the Ride, Pay the Toll | Il nascondiglio       | 18 settembre 2013 | 10 ottobre 2013   |
| 12 | All About Eva               | Dov'è Eva?            | 25 settembre 2013 | 17 ottobre 2013   |
| 13 | The Crazy Place             | Luogo protetto        | 2 ottobre 2013    | 24 ottobre 2013   |

## È solo l'inizio
- Titolo originale: Pilot
- Diretto da: Gerardo Naranjo
- Scritto da: Meredith Stiehm e Elwood Reid

### Trama
(Il messaggio lasciato dall'assassino nel finale dell'episodio, nell'edizione originale e in quella italiana)
Sul "Ponte delle Americhe", che collega la città statunitense di El Paso e quella messicana di Ciudad Juárez, una notte viene ritrovato il cadavere di una giudice texana, Lorraine Gates, nota per i suoi provvedimenti anti-immigrazione. Sonya Cross, detective della squadra omicidi del dipartimento di polizia di El Paso apparentemente affetta dalla sindrome di Asperger, e Marco Ruiz, detective della Polizia dello Stato di Chihuahua, vengono quindi chiamati sul posto. Essendo la donna statunitense, Ruiz non pone obiezioni affinché il caso venga gestito esclusivamente dalle autorità texane, nonostante il corpo della vittima sia stato lasciato esattamente sul confine tra USA e Messico. Più tardi, però, il medico legale scopre che una parte del cadavere, le gambe, appartengono ad una seconda vittima, una giovane donna messicana. Anche il dipartimento di polizia di Juárez è quindi chiamato a collaborare. Durante la stessa notte, Marco Ruiz riesce ad identificare anche i resti della donna messicana, Cristina Fuentes. La metà mancante del suo corpo era stata ritrovata nei mesi precedenti insieme ai cadaveri di molte altre persone in Juárez.
Dopo aver ricevuto il benestare del suo superiore, la mattina seguente Ruiz si reca quindi ad El Paso, con la volontà di partecipare alle indagini. La metà mancante del corpo della giudice viene rinvenuta nei dintorni della città texana; poco dopo, esaminando i filmati delle telecamere di sorveglianza, un collega della detective Cross ottiene la targa dell'auto usata la notte precedente per scaricare i resti delle due donne uccise sul ponte. Il proprietario è un giornalista del quotidiano El Paso Times, Daniel Frye. Quando Marco e Sonya si recano nella sede in cui lavora per interrogarlo, lo trovano intrappolato nella sua macchina, con quella che sembra una bomba ad orologeria, il cui conto alla rovescia è già vicino al termine. Quando il timer arriva a zero, tuttavia, non ci sarà nessuna esplosione e Daniel potrà allontanarsi dall'auto in sicurezza. Insieme al dispositivo inserito nella sua auto, verrà rinvenuto un messaggio vocale dell'assassino: chi ha orchestrato il tutto sembra voler denunciare il grave problema dei numerosi omicidi irrisolti nella città di Juárez.
Intanto, per non ben precisate ragioni, Steven Linder, cittadino di El Paso, forza una prostituta messicana a lasciare Juárez ed entrare illegalmente negli Stati Uniti, mentre Charlotte Millwright, anche lei residente a El Paso, inizia ad indagare sui segreti del marito appena morto a seguito di un arresto cardiaco.
- Guest star: Matthew Lillard (Daniel Frye), Catalina Sandino Moreno (Alma Ruiz), Larry Clarke (Manny Stokes), Ramón Franco (Fausto Galvan), Mary Pat Gleason (Denise), Alejandro Patino (Cesar), Emily Rios (Adriana Perez), Diana Maria Riva (Kitty Conchas), Bobby Ray Shafer (Karl Millwright), Brady Smith (signor Gates).

## La calaca
- Titolo originale: Calaca
- Diretto da: Sergio Mimica-Gezzan
- Scritto da: Elwood Reid

### Trama
Dopo aver interrogato Daniel Frye, senza risultati, Marco accompagna Sonya a Juárez per farle vedere le poche prove che erano state catalogate insieme ai documenti sul caso di Cristina Fuentes. Le troppe domande di Sonya, tuttavia, rischiano di provocare problemi a Marco; l'omicidio di un narcotrafficante ritrovato morto nello stesso luogo in cui era stato lasciato il corpo della ragazza era stato infatti insabbiato dal capo del dipartimento per compiacere altri membri della stessa organizzazione criminale. Nel frattempo, Daniel e la collega Adriana Perez scrivono un articolo che riassume i fatti accaduti, riportando anche la dichiarazione dell'assassino. In seguito, un uomo si presenta alla polizia dicendo di essere la persona che ha pronunciato tale messaggio. Si tratta di un attore, ingaggiato dall'assassino per registrare quel messaggio vocale ben tre anni prima. Più tardi, Daniel riceve una telefonata dal killer, che gli comunica delle coordinate. Sul posto indicato, saranno ritrovati morti avvelenati i corpi di nove persone che stavano tentando di raggiungere clandestinamente gli Stati Uniti.
Intanto, Charlotte Millwright scopre che il marito aveva fatto costruire un tunnel sotterraneo nella sua proprietà collegato con il territorio messicano, usato da immigranti. Un avvocato, Monty P. Flagman, le spiegherà che il marito, molto indebitato, aveva stretto un accordo con un non precisato suo cliente. Steven Linder è invece ricercato da un uomo messicano sulle tracce della ragazza da lui rapita.
- Guest star: Matthew Lillard (Daniel Frye), Catalina Sandino Moreno (Alma Ruiz), Emily Rios (Adriana Perez), Diana Maria Riva (Kitty Conchas), Larry Clarke (Manny Stokes), Lyle Lovett (Monty P. Flagman), Lee Garlington (Sherry), Alejandro Patino (Cesar), Jason Wiles (Paul), Diane Delano (collega di Steven Linder), Johnny Dowers (Tim Cooper), Arturo Del Puerto (Hector Valdez), Hector Luis Bustamante (Miguel).
- Peculiarità: la calaca è un elemento ricorrente dell'episodio.

## Rio
- Titolo originale: Rio
- Diretto da: Charlotte Sieling
- Scritto da: Meredith Stiehm

### Trama
Sonya e Marco scoprono che le nove persone trovate morte appartenevano ad un gruppo di clandestini di cui faceva parte anche una donna. Tale donna, riuscita ad evitare la trappola tesa dall'assassino, aveva tentato la fuga, finendo però tra le mani del killer. Poco distante dal luogo in cui erano stati ritrovati i cadaveri, inoltre, viene ritrovato un camper, appartenente a Steven Linder. L'uomo, che fino a poco tempo prima all'interno di esso vi teneva segregata la donna rapita in Messico, viene quindi portato in centrale per essere interrogato. Tuttavia, i due detective non riescono ad ottenere informazioni utili e sono costretti a rilasciarlo. Mentre i giornalisti Daniel e Adriana scoprono il nome della donna sopravvissuta al tentativo di avvelenamento, il killer ritorna a farsi vivo telefonando nuovamente allo stesso Daniel. Il ricercato conferma di avere la donna con sé, chiedendo un riscatto di un milione di dollari, il quale dovrà essere versato da quattro ricchi imprenditori di El Paso. Uno di loro è il recentemente deceduto marito di Charlotte Millwright.
Charlotte, intanto, incontra la cliente di cui le aveva parlato l'avvocato Flagman, Graciela Rivera. Charlotte le comunica di non voler continuare l'accordo instaurato dal defunto marito, decisione per la quale subirà presto una ritorsione. Nel corso dell'episodio la vedova ha anche un rapporto sessuale occasionale con il detective Ruiz.
- Guest star: Matthew Lillard (Daniel Frye), Catalina Sandino Moreno (Alma Ruiz), Eric Lange (Kenneth Hastings), Emily Rios (Adriana Perez), Diana Maria Riva (Kitty Conchas), Larry Clarke (Manny Stokes), Lee Garlington (Sherry), Alejandro Patino (Cesar), Jason Wiles (Paul), Diane Delano (collega di Steven Linder), Alex Fernandez (Richard Heller), Johnny Dowers (Tim Cooper), Arturo Del Puerto (Hector Valdez), Alma Martinez (Graciela Rivera), Emily Wickersham (Kate Millwright).

## Maria del deserto
- Titolo originale: Maria of the Desert
- Diretto da: Bill Johnson
- Scritto da: Chris Gerolmo

### Trama
L'FBI si mette alla guida delle ricerche della ragazza messicana rapita dall'assassino, Maria, esibita da quest'ultimo online attraverso un video in streaming; gli agenti federali tuttavia stentano nel procurarsi il denaro richiesto per il riscatto. Il criminale messicano Fausto Galvan, sperando nell'allontanamento delle forze di polizia dal confine dopo la risoluzione del caso, decide di aiutare le autorità consegnando un milione di dollari a Marco Ruiz, per conto di una delle sue aziende con cui ricicla il denaro sporco. L'FBI accetta il denaro, e l'esperto agente Ralph Gedman si reca nel luogo indicato dal ricercato per la consegna. Lì trova però un telefono con un video che lo raffigura in compagnia di Cristina Fuentes. Decide quindi di allontanarsi, ma l'assassino lo uccide decapitandolo, lasciando la sua testa insieme al filmato per la polizia. Perlustrando la zona Marco riesce ad individuarlo, ma viene sopraffatto, non riuscendo quindi a impedirgli la fuga. Intanto, Sonya era riuscita a capire il luogo in cui si trovava Maria, riuscendo quindi a salvarla.
Nel frattempo, Steven Linder libera la donna che aveva rapito Eva, portandola in una sorta di isolata comunità gestita da un uomo di nome Bob, in cui potrà iniziare una nuova vita. Dopo l'intimidazione, Charlotte Millwright acconsente a far utilizzare il tunnel sottostante la sua proprietà per scopi illegali.
- Guest star: Matthew Lillard (Daniel Frye), Emily Rios (Adriana Perez), Diana Maria Riva (Kitty Conchas), Ramón Franco (Fausto Galvan), Alejandro Patino (Cesar), Jon Gries (Bob), David Meunier (Ralph Gedman), Alex Fernandez (Richard Heller), Lee Garlington (Sherry), Johnny Dowers (Tim Cooper), Alma Martinez (Graciela Rivera), Danny E. Mora (uomo di Galvan), Stephanie Sigman (Eva), Emily Wickersham (Kate Millwright).

## La bestia
- Titolo originale: The Beast
- Diretto da: Gwyneth Horder-Payton
- Scritto da: Esta Spalding

### Trama
Mentre l'FBI riesamina i fascicoli sull'agente ucciso dal killer, Marco e Sonya si recano all'ospedale per parlare con la sopravvissuta Maria. Trovando la collaborazione di Marco, tuttavia, la donna accetta di aiutare in cambio di un permesso di soggiorno. In attesa della sua emissione, Marco, nel frattempo buttato fuori casa dalla moglie dopo aver confessato il tradimento con Charlotte, decide di rubare il telefonino di Frye, per scoprire se ha ricevuto nuovi contatti dal ricercato. Dopo averlo consegnato a Sonya, l'assassino chiama e rivela che l'FBI sapeva delle abitudini sessuali di Gedman. In seguito, ottenuto il permesso di soggiorno, Maria comunica di essere stata rapita con un'auto simile a quella usata dalla polizia. L'assassino potrebbe quindi essere un poliziotto. I detective, dopo aver ottenuto tutti i fascicoli su Gedman dall'FBI, scoprono anche che l'agente era in effetti in cura presso uno psichiatra. Si recano quindi presso lo studio di tale medico, trovandolo però morto. Nello stesso studio trovano anche una ragazza, la figlia Gina, la quale afferma di aver visto l'assassino.
Nel frattempo, Steven Linder viene rintracciato dall'uomo messicano che lo cercava per aver rapito Maria. Viene aggredito, ma riesce a difendersi e ad uccidere l'aggressore. Tuttavia, in seguito verrà anche rintracciato dal boss mafioso per il quale il messicano lavorava, Fausto Galvan.
- Guest star: Matthew Lillard (Daniel Frye), Catalina Sandino Moreno (Alma Ruiz), Eric Lange (Kenneth Hastings), Diana Maria Riva (Kitty Conchas), Ramón Franco (Fausto Galvan), Alex Fernandez (Richard Heller), April Grace (Maya), Johnny Dowers (Tim Cooper), Arturo Del Puerto (Hector Valdez), Danny E. Mora (uomo di Galvan), Cole Bernstein (Gina Meadows), P. J. Marshall (Peter Meadows).

## L'identikit
- Titolo originale: ID
- Diretto da: Alex Zakrzewski
- Scritto da: Dario Scardapane

### Trama
Gina viene portata in centrale per la produzione di un identikit. Tuttavia la ragazza, ancora in stato di shock, non è in grado di fornire molte indicazioni. Inoltre, mentre Hank e Sonya la portano a mangiare, prova a scappare, dando all'assassino l'opportunità di raggiungerla e ucciderla. Nel frattempo, anche Daniel e Alma scoprono che Marco Ruiz aveva contribuito a insabbiare l'omicidio del fratello del criminale messicano Fausto Galvan, il cui corpo era stato ritrovato con Cristina Fuentes e altri cadaveri.
Charlotte Millwright, intanto, si ricongiunge con un vecchio amico e amante, Ray, al quale intende affidare la gestione del tunnel sotto la sua proprietà e i relativi contatti con i criminali messicani.
- Guest star: Matthew Lillard (Daniel Frye), Catalina Sandino Moreno (Alma Ruiz), Eric Lange (Kenneth Hastings), Brian Van Holt (Ray), Emily Rios (Adriana Perez), Ramón Franco (Fausto Galvan), Lyle Lovett (Monty P. Flagman), Don Swayze (Tim), Brad William Henke (Jim Dobbs), Rebecca Lowman (signora Meadows), Johnny Dowers (Tim Cooper), Arturo Del Puerto (Hector Valdez), Alma Martinez (Graciela Rivera), Danny E. Mora (uomo di Galvan), Cole Bernstein (Gina Meadows), P. J. Marshall (Peter Meadows).

## Destino
- Titolo originale: Destino
- Diretto da: Chris Fisher
- Scritto da: Patrick Somerville

### Trama
Il proprietario di un'auto usata dal killer, simile a quelle della polizia, viene rintracciato: si tratta di Jack Childress. Sonya, Marco, Hank e Tim Cooper si recano presso la sua residenza, scoprendo presto di aver a che fare con uomo mentalmente instabile. Childress, infatti, si trova rintanato in un edificio della zona, iniziando a sparare contro gli agenti con un fucile di precisione. L'agente locale Stokes, anch'egli intanto arrivato sul posto, rimarrà ucciso. L'uomo verrà neutralizzato e arrestato.
Nel frattempo, la moglie del detective Ruiz, la quale ormai non si fida più di lui, decide di tradirlo con un conoscente, Kenneth Hastings.
- Guest star: Matthew Lillard (Daniel Frye), Catalina Sandino Moreno (Alma Ruiz), Eric Lange (Kenneth Hastings), Brian Van Holt (Ray), Emily Rios (Adriana Perez), Ramón Franco (Fausto Galvan), Larry Clarke (Manny Stokes), Alejandro Patino (Cesar), Chris Browning (Jack Childress), Johnny Dowers (Tim Cooper), Alma Martinez (Graciela Rivera), Danny E. Mora (uomo di Galvan), Sandra Echeverría (Sara Vega), Dyana Ortelli (madre di Sara Vega).

## Vendetta
- Titolo originale: Vendetta
- Diretto da: Norberto Barba
- Scritto da: Fernanda Coppel

### Trama
L'uomo arrestato, Childress, viene ritenuto da Marco e Hank il serial killer che stavano cercando. Tuttavia Sonya ne dubita ed esaminando la sua storia personale riesce ad individuare un nuovo sospettato: un agente federale che lo aveva interrogato in passato, David Tate. Tate, il quale aveva avuto occasione di lavorare anche con il detective Ruiz, risulta però deceduto in seguito. Secondo Marco l'uomo si è suicidato dopo aver perso la moglie e il figlio in un incidente stradale. In seguito, un cadavere viene ritrovato nei pressi dell'abitazione di Childress, identificato come Kenneth Hastings. L'uomo risulta però vivo e vedendo la foto di un suo documento Marco lo riconosce come David Tate. Tate aveva quindi finto di essersi suicidato, rubando poi l'identità di Kenneth Hastings. È lui quindi l'uomo che stanno cercando, lo stesso che intanto sta frequentando la moglie di Ruiz alle spalle del marito. Nal finale, Marco confessa a Sonya di aver avuto una relazione con la moglie defunta di Tate; la donna si stava probabilmente recando da lui quando è rimasta vittima dell'incidente.
Nel frattempo, Ray, il nuovo compagno di Charlotte, inizia a rivendere armi al boss messicano Graciela Rivera. Ma quando quest'ultima riceve la prima consegna, scopre molte cimici piazzate dall'ATF.
- Guest star: Matthew Lillard (Daniel Frye), Catalina Sandino Moreno (Alma Ruiz), Eric Lange (Kenneth Hastings), Brian Van Holt (Ray), Emily Rios (Adriana Perez), Diana Maria Riva (Kitty Conchas), Ramón Franco (Fausto Galvan), Don Swayze (Tim), Chris Browning (Jack Childress), Diane Delano (Darcy), Chad Morgan (Liz Miller), Johnny Dowers (Tim Cooper), Alma Martinez (Graciela Rivera), Stephanie Sigman (Eva Guerra), Adrián González (Santi Junior).

## Corsa contro il tempo
- Titolo originale: The Beetle
- Diretto da: Keith Gordon
- Scritto da: Elwood Reid

### Trama
Il killer convince Alma, ignara della sua vera identità, a seguirlo con le sue figlie in una sorta di gita fuori porta. Mentre Marco, il quale ha ormai intuito che Tate è spinto da motivi di vendetta personale nei suoi confronti, cerca disperatamente di mettersi in contatto con la sua famiglia, il killer porta Alma in una capanna abbandonata, rinchiudendola con le bambine dopo averle messo in mano una bomba a mano senza spoletta. Marco riesce a trovare suo figlio Gus, il quale intanto aveva scoperto che qualcuno aveva chattato online con lui per diverso tempo fingendosi la sua ex fidanzata. In realtà si trattava del killer. I detective provano a sfruttare la cosa a loro vantaggio, ma quando usano il cellulare del ragazzo per pianificare un incontro con il ricercato, quest'ultimo intuisce che si tratta di una trappola, facendo comunque recapitare sul posto le coordinate del luogo in cui ha rinchiuso Alma. Marco e Hank si recano subito in tal posto, riuscendo a liberare e a mettere in salvo Alma e le bambine. Subito dopo, mentre Sonya sta accompagnando in macchina Gus in una casa sicura, David Tate la fa sbandare e ribaltare, per poi rapire il ragazzo.
Nel frattempo, Graciela Rivera si presenta da Charlotte Millwright per chiedere spiegazioni sulle trasmittenti. La donna prova ad intimidirla aggredendola fisicamente, ma l'aiutante di quest'ultimo, Cesar, interviene in sua difesa, dando l'opportunità a Charlotte di uccidere la criminale messicana.
- Guest star: Catalina Sandino Moreno (Alma Ruiz), Eric Lange (Kenneth Hastings), Alejandro Patino (Cesar), Jon Gries (Bob), Alma Martinez (Graciela Rivera), Johnny Dowers (Tim Cooper), Stephanie Sigman (Eva Guerra).

## Vecchi amici
- Titolo originale: Old Friends
- Diretto da: Alex Zakrzewski
- Scritto da: Patrick Somerville

### Trama
Marco e Sonya, quest'ultima rimasta ferita nell'incidente stradale, si mettono alla ricerca di Gus. I due trovano una nuova abitazione che potrebbe essere utilizzata dal killer, appartenente a suo zio, ma all'interno non trovano il ragazzo. Mentre sono sul posto, David Tate chiama Marco sul cellulare e lo fa mettere alla guida verso un luogo imprecisato. Raggiunto tale luogo, Marco si ritrova davanti il killer, il quale dopo un breve confronto verbale lo fa salire sulla propria macchina per raggiungere un'altra imprecisata destinazione. Nel frattempo, David Tate aveva rapito anche Daniel Frye. Il giornalista, poco prima, aveva confessato alla collega di essere stato nel mirino del killer in quanto aveva coperto l'uomo che aveva provocato l'incidente stradale nella quale era morta sua moglie.
Charlotte Millwright, intanto, decide di uccidere l'uomo che aveva procurato le armi a Ray, nonché informatore dell'ATF.
- Guest star: Matthew Lillard (Daniel Frye), Catalina Sandino Moreno (Alma Ruiz), Eric Lange (Kenneth Hastings), Brian Van Holt (Ray), Emily Rios (Adriana Perez), Diana Maria Riva (Kitty Conchas), Don Swayze (Tim), Johnny Dowers (Tim Cooper), Emily Wickersham (Kate Millwright).

## Il nascondiglio
- Titolo originale: Take the Ride, Pay the Toll
- Diretto da: John Dahl
- Scritto da: Dario Scardapane

### Trama
Davide Tate porta Marco sul Ponte delle Americhe, dove sua moglie e suo figlio avevano perso la vita. Mentre indossa una cintura esplosiva, chiede a Marco di far uscire dal bagagliaio in cui è rinchiuso Daniel Frye. Subito dopo, gli chiede di ucciderlo. Il detective si rifiuta, ma a tal punto è il killer a sparare al giornalista. Nel frattempo, Sonya ha un'intuizione su dove potrebbe essere imprigionato Gus, che si rivelerà corretta. Tuttavia, quando giunge sul posto, è troppo tardi per salvare la vita del ragazzo. Sonya raggiunge quindi Marco sul ponte, dove prova a dirgli del ritrovamento del figlio tenendo nascosto il fatto che sia morto. Marco però capisce tutto e decide di uccidere l'assassino. Sonya lo ferma sparandogli ad una gamba, facendo in modo che il killer possa essere arrestato.
- Guest star: Matthew Lillard (Daniel Frye), Eric Lange (Kenneth Hastings), Brian Van Holt (Ray), Emily Rios (Adriana Perez), Don Swayze (Tim), Johnny Dowers (Tim Cooper), Sarayu Rao (dottoressa).

## Dov'è Eva?
- Titolo originale: All About Eva
- Diretto da: SJ Clarkson
- Scritto da: Esta Spalding e Fernanda Coppel

### Trama
Eva Guerra, la donna aiutata da Steven Linder, lascia la comunità nella quale era stata portata. Poco dopo, tuttavia, viene rapita in Juárez. Linder cerca quindi di rintracciarla, chiedendo aiuto a Sonya. Quest'ultima sfrutta l'occasione per riallacciare i rapporti con Marco, a un mese dalla morte del figlio. Marco, che si trova in un pessimo stato, rivede David Tate in occasione della prima udienza; accetta inoltre di aiutare Sonya cercando il nome di Eva Guerra nei database della polizia di Juárez. La ricerca non dà risultati, ma una collega di Marco ha visto la ragazza prelevata da un poliziotto corrotto.
- Guest star: Matthew Lillard (Daniel Frye), Eric Lange (Kenneth Hastings), Emily Rios (Adriana Perez), Ramón Franco (Fausto Galvan), Stephanie Sigman (Eva Guerra), Jon Gries (Bob), Danny E. Mora (uomo di Galvan), Terry Maratos.

## Luogo protetto
- Titolo originale: The Crazy Place
- Diretto da: Gwyneth Horder-Payton
- Scritto da: Elwood Reid e Dario Scardapane

### Trama
Sonya comunica a Hank di voler collaborare con Marco e la polizia di Juárez nell'investigazione sulle molte donne che scompaiono abitualmente. Marco, dopo aver accettato l'aiuto di Sonya, esamina i filmati di sorveglianza per individuare il poliziotto che ha preso Eva Guerra. Dopo averlo identificato, lo rintraccia e lo induce a confessare con la violenza. Insieme a Sonya recupera quindi Eva da una sorta di monastero e rifugio per disperati, dove il poliziotto corrotto, il quale verrà presto assassinato, l'aveva abbandonata dopo che gli era stato ordinato di ucciderla. Per proteggerla, i due la riportano in territorio statunitense, affidandola a Hank. Nel finale, Marco fa visita al criminale Galvan, chiedendogli di trovare un modo affinché possa uccidere personalmente David Tate.
Intanto, Charlotte perfeziona gli accordi con Galvan per la gestione del tunnel attraverso l'avvocato Flagman. In seguito verrà però avvicinata da un uomo, Arliss Froome, il quale le fa sapere di essere tenuta sotto stretta sorveglianza. Anche se non specifica per chi lavora, Charlotte pensa si tratti di un agente federale.
- Guest star: Matthew Lillard (Daniel Frye), Emily Rios (Adriana Perez), Timothy Bottoms (Arliss Froome), Brian Van Holt (Ray), Ramón Franco (Fausto Galvan), Alejandro Patino (Cesar), Stephanie Sigman (Eva Guerra), Lyle Lovett (Monty P. Flagman), Johnny Dowers (Tim Cooper), Danny E. Mora (uomo di Galvan).